# Naumannite
La naumannite è un minerale.